# Harry Langdon
Harry Langdon  (Council Bluffs, Iowa, 15 de junio de 1884 - Los Ángeles, California, Estados Unidos, 22 de diciembre de 1944) fue un actor de cine mudo estadounidense.
En el apogeo de su carrera cinematográfica, fue considerado uno de los cuatro mejores cómicos de la era del cine mudo. Su personaje en la pantalla era el de un hombre infantil con los ojos muy abiertos y una comprensión inocente del mundo y la gente que lo habita.

## Trayectoria
Langdon comenzó a trabajar en medicine shows y teatro de variedades cuando era adolescente. En 1906, comenzó a trabajar en el vodevil con su primera esposa, Rose Langdon. En 1915, había desarrollado un sketch llamado "El coche nuevo de Johnny" (Johnny's New Car), del que desarrolló algunas variaciones en los años siguientes.
En 1923, se unió a Principal Pictures Corporation, una empresa dirigida por el productor Sol Lesser. Finalmente fue contratado por los Keystone Studios, propiedad de Mack Sennett, donde se convirtió en una estrella importante. Su personaje en la pantalla, creado por los guionistas Frank Capra y Arthur Ripley era único y su estilo era tan diferente que pronto tuvo seguidores.
En 1926 creó su propia compañía, Harry Langdon Corporation, y  Langdon actuó y produjo sus mejores largometrajes, distribuidos por First National:
- Tramp, tramp, tramp (Camina, camina, camina) (Harry Edwards, 1926)
- The Strong Man (El Forzudo), (Frank Capra, 1926), que figura en la colección del National Film Registry (Library of Congress, Washington, EUA)
- Long Pants (Pantalones largos) (Frank Capra, 1927).

En esos momentos, el trabajo de Langdon rivalizaba con el de Charlie Chaplin, Harold Lloyd y Buster Keaton.

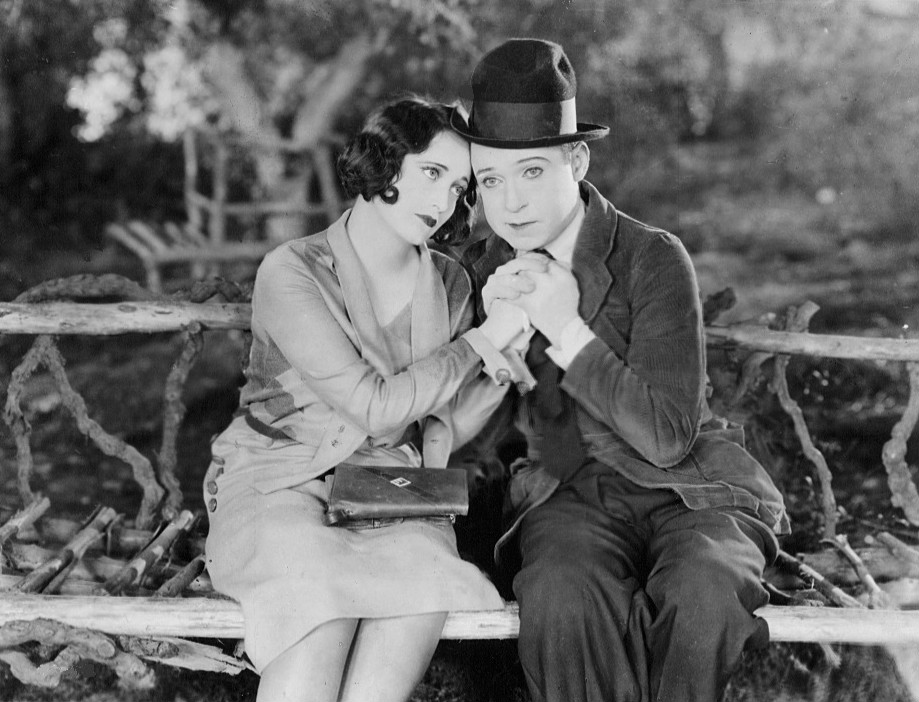
Joan Crawford y Harry Langdon, en una escena de la película Tramp, tramp, tramp.

Después de su éxito inicial, despidió a Frank Capra y dirigió sus propias películas, incluidas Three's a Crowd, The Chaser y Heart Trouble, pero su atractivo se desvaneció. Estas películas eran más personales, y el público de la época no mostró interés. Más tarde, Capra afirmó que el declive de Langdon se debió al hecho de que, a diferencia de los otros grandes cómicos mudos, nunca entendió completamente qué hizo que su propio personaje cinematográfico tuviera éxito. Sin embargo, el biógrafo de Langdon Bill Schelly, entre otros, ha expresado su escepticismo sobre esta afirmación, argumentando que Langdon había establecido su personaje en el vodevil mucho antes de que entrara al cine, además del hecho de que escribió la mayor parte de su propio material durante sus años en el teatro. 
La historia muestra que el mayor éxito de Langdon fue mientras era dirigido por Capra, y una vez que tomó control de su propio destino, su personaje de comedia cinematográfica original cayó drásticamente en popularidad entre el público. Es probable que esto no se deba al material de Langdon, que siempre había escrito él mismo, sino a su inexperiencia con los muchos puntos de la dirección, en los que Capra sobresalió, pero en los que Langdon era un novato. Por otro lado, una mirada a la filmografía de Langdon muestra que Capra dirigió solo dos de las 30 comedias mudas de Langdon. Su última película muda, y la última que dirigió Langdon, Heart Trouble, es una película perdida, por lo que es difícil evaluar si podría haber comenzado a lograr una mayor comprensión del proceso de dirección con más experiencia. La llegada del sonido y los cambios drásticos en el cine también frustraron las posibilidades de Langdon de evolucionar como director y quizás definir un estilo que podría haber disfrutado de un mayor éxito de taquilla.
El carácter infantil del personaje encarnado por Langdon no se adaptó bien a las películas sonoras; como comentó el productor Hal Roach, "No era tan divertido al hablar".
En 1938, Langdon regresó al estudio de Hal Roach, con quien ya había trabajado en ocho cortos en 1929-1930, para un cameo en la comedia disparatada There Goes My Heart (Se ha perdido una millonaria, Norman Z. McLeod). 
Durante su estancia en Hal Roach Studios, contribuyó en la creación de guiones de comedia, especialmente para las películas de Laurel y Hardy :
- Block-Heads (Héroes de tachuela,  John G. Blystone, 1938)
- The Flying Deuces (A. Edward Sutherland, 1939)
- A Chump at Oxford (Estudiantes en Oxford Alfred J. Goulding, 1940)
- Saps at Sea (Marinos a la fuerza Gordon Douglas, 1940)

Incluso llegó a interpretar una película, Zenobia (Gordon Douglas, 1939), como pareja cómica de Oliver Hardy, cuando el contrato entre Stan Laurel y Hal Roach expiró temporalmente.
En 1944 escribió e interpretó su último corto Pistol Packin' Nitwits (Chester Willouby, 1945) y actuó en la película musical Swingin' on a Rainbow (William Beaudine, 1945), durante cuya filmación falleció, como consecuencia de una hemorragia cerebral, el 22 de diciembre de 1944. Langdon fue incinerado.
En el apogeo de su carrera, Langdon ganaba 7.500 dólares a la semana, una fortuna para la época. Tras su muerte,  The New York Times  escribió, "Todo su atractivo fue una habilidad consumada para parecer inexpresablemente desamparado cuando se enfrenta a múltiples desgracias, generalmente de tipo doméstico".

## Reconocimiento
En 1997, su ciudad natal de Council Bluffs celebró el "Día de Harry Langdon" y en 1999 se le dio su nombre a una calle. Por su contribución a la industria cinematográfica, Harry Langdon tiene una estrella en el Paseo de la Fama de Hollywood en 6925 Hollywood Boulevard.
Langdon, interpretado por Richard Cant, aparece brevemente en la película biográfica Stan & Ollie (Jon S. Baird, 2018), donde se prepara para el rodaje de Zenobia con Oliver Hardy.

## Video
- Tramp, tramp, tramp (DVD). KVP. (versión original en inglés)
- The Strong Man (DVD). KVP. (versión original en inglés)
- Long Pants (DVD). KVP. (versión original en inglés)